# The Monster Times
The Monster Times fue una revista para fanáticos del cine de terror creada en 1972. Publicado por The Monster Times Publishing Co., estaba destinado a competir con Famous Monsters of Filmland. Aunque el enfoque editorial principal de la revista eran los medios de terror, también incluía artículos y reseñas de películas y series de televisión de ciencia ficción / fantasía clásicas y modernas, así como cómics. Cada número presentaba un póster desplegable en la página central, generalmente basado en el artículo principal de ese número en particular.
The Monster Times fue editado en varias ocasiones durante sus años de formación por Chuck R. McNaughton, Allen Asherman, Joe Brancatelli y Tom Rogers. Joe Kane (quien más tarde asumió el nom de plume El fantasma de las películas para columnas de periódicos y libros) asumió el cargo de editor con el número 11 (14 de junio de 1972), y permaneció en esa capacidad hasta la desaparición del periódico. Los editores fueron los directores de arte Larry Brill y Les Waldstein, quienes fueron los diseñadores originales del tabloide semanal pornográfico Screw, y también para Famous Monsters of Filmland y otras publicaciones de Jim Warren a fines de la década de 1960.

## Historial de publicaciones
El primer número está fechado el 26 de enero de 1972. Impresa en papel con calidad de periódico, con un papel blanco más refinado para las portadas y otro contenido en números anteriores, la revista se publicó en un calendario quincenal para sus primeros catorce números, luego se cambió a mensual hasta 1975, momento en el que se convirtió en un publicación bimestral.
En 1973, The Monster Times realizó una encuesta para determinar cuál era el monstruo cinematográfico más popular. Godzilla fue votado como el monstruo de películas más popular, venciendo al Conde Drácula, King Kong, Hombre Lobo, La Momia, Criatura de la Laguna Negra y el monstruo de Frankenstein. 
Sus últimos números se publicaron de forma errática y el título dejó de publicarse en julio de 1976 con el número 48.
También se publicaron tres números especiales de Monster Times: Star Trek Lives # 1, subtitulado "Sci-Fi Super TV Special Issue" (1972), Star Trek Lives # 2 (1974) y un póster especial de monstruos gigantes sin título (1976).

## Colaboradores
Los escritores y fotógrafos que contribuyeron fueron Michael Uslan, Joe Kane, Doug Murray, Allan Asherman, Steve Vertlieb, Phil Seuling, Buddy Weiss, Frank Verzyl, Dean Latimer, Edward Summer, Joe Brancatelli, Manny Maris y Jason Thomas (también conocido como Tom Rogers). Los artistas contribuyentes incluyeron a Gray Morrow, Jeff Jones, Neal Adams, Bernie Wrightson y Larry Vincent (también conocido como Sinister Seymour).
En la década de 1990, un intento de Brill y Waldstein de apuntar a un mercado similar resultó en algunos números de The Dinosaur Times.